# Browser Ballett
Das Browser Ballett (ehemals Bohemian Browser Ballett) ist ein deutsches Satire-Format. Als Online-Show wird es seit 2016 vom öffentlich-rechtlichen Rundfunk beauftragt und zeigt auf Facebook, YouTube, Twitter und Instagram Sketche, Kurzfilme, Aktionen, Spiele und Bildwitze. Erfunden wurde die Show von Filmproduzent Martin Danisch und Autor und Satiriker Schlecky Silberstein, der zusammen mit Christina Schlag (bis 2024) auch als Host fungiert.
Nach zwei Pilotfolgen im Dezember 2020 ist das Browser Ballett seit Ende Oktober 2021 als satirische Sitcom im Fernsehen und in der ARD Mediathek zu sehen.
Produziert wird das Browser Ballett von der Steinberger Silberstein GmbH. Im Jahr 2019 wurde dem Browser Ballett der Grimme-Preis in der Kategorie Kinder und Jugend verliehen. Die Staffeln 1–3 wurden von Turbokultur GmbH produziert.

## Browser Ballett Online-Show
Die Online-Show verzichtet auf Moderationen, Auftritte von Musikern, Talkgäste und feste Sendetermine zugunsten von Inhalten, die sich den Dynamiken und Konsum-Gewohnheiten der Netzwelt verschreiben. Im Durchschnitt veröffentlicht das Browser Ballett zwei Videos pro Woche in unregelmäßigen Abständen. Auf Facebook, Twitter und Instagram kommen dazu Memes, Bildwitze und tagesaktuelle Kommentare zum Zeitgeschehen.
Die Videos folgen keiner inhaltlichen oder visuellen Klammer, sondern sind einzelne in sich geschlossene Werke mit wechselnden Darstellern, wobei die Autoren Schlecky Silberstein und Christina Schlag häufig selbst vor der Kamera stehen. Das Spektrum umfasst unter anderem klassische Parodien von bestehenden Formaten, filmische Sketche, Fake-Trailer, Bauanleitungen und Dokumentationen. Neben Videoinhalten konzentriert sich das Browser Ballett auch auf interaktive Inhalte und satirische Games.

## Autoren

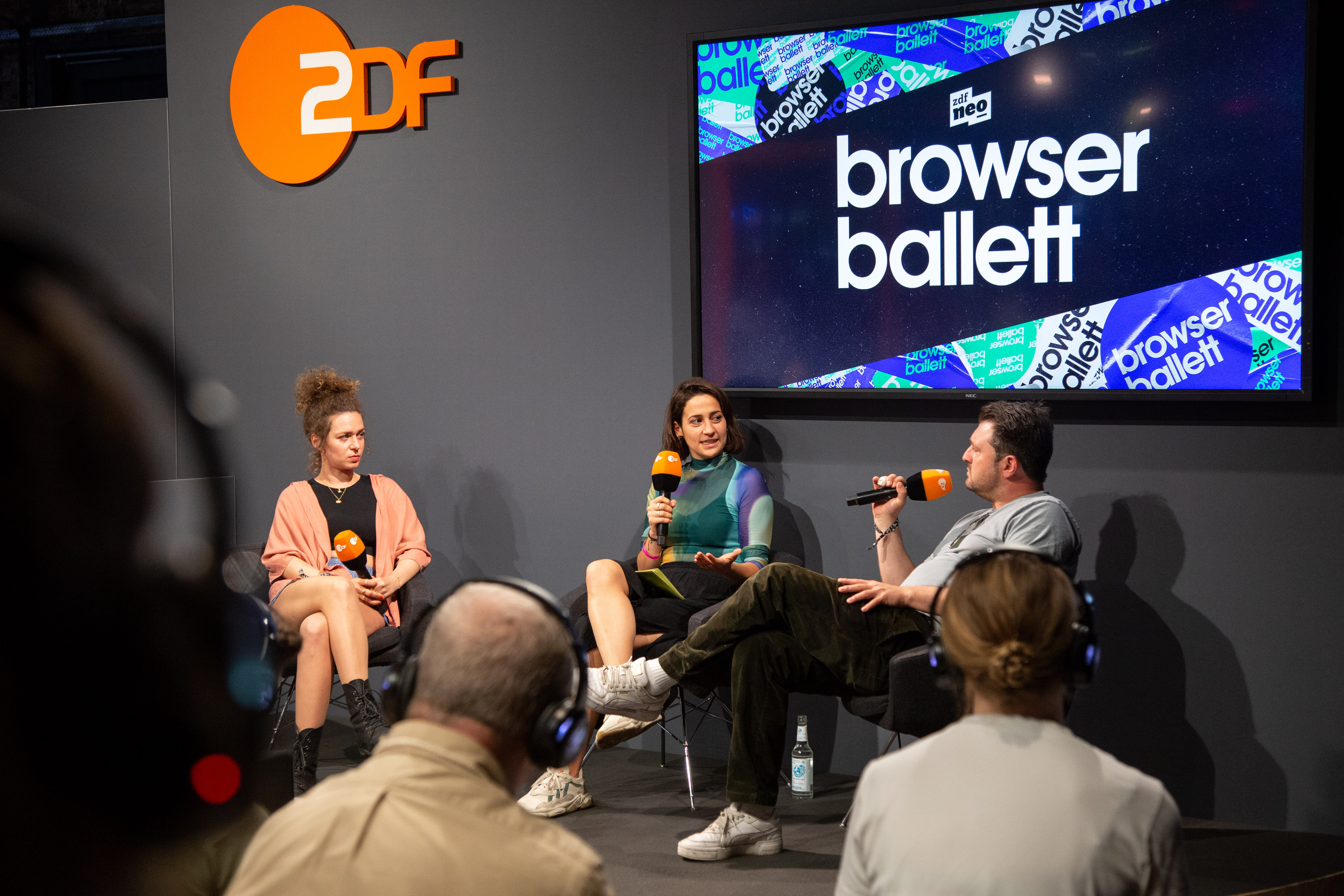
Christina Schlag, Saadet Czapski und Schlecky Silberstein beim re:publica conferenz 2023

Neben Schlecky Silberstein sind die Hauptautoren Christina Schlag (bis 2024), Tim Kleinebudde, Katrin Wöller, Jonas Bongard. Als Head-Autor fungiert Raphael Selter.
Die Regie übernimmt Niklas Coskan. Anna Dushime verantwortet die Redaktionsleitung.

## Virale Videos
Das Browser Ballett erzielte mit seinen Produktionen bereits mehrmals virale Verbreitung. Videos wie beispielsweise Sex 2018, Almans beim Sex, Rettet die Arier!, Masters of Germany, Nazikeule im Dritten Reich, Volksfest in Sachsen, Oh Du Ehrliche, Alpha-Kevin allein zu Haus, Degentrifizierung, Beim Klopapierkauf erwischt, Das grüne Reich, Mit Badehose am FKK-Strand, Supermärkte in Zeiten von Corona, Impfgegner im Mittelalter gehören zu den größten Publikumserfolgen des Browser Balletts.

## Gastauftritte
In losen Abständen bindet das Browser Ballett prominente und öffentliche Personen in die Produktionen ein. Unter anderem traten Bela B, Dunja Hayali, Eko Fresh, Tanzverbot, Aische Pervers, Jörg Schüttauf, Bürger Lars Dietrich, Jenny Elvers, Conny Dachs, Markus Majowski, Max Schradin, Jochen Schropp, Wolfgang Bahro, Ingolf Lück, Hadnet Tesfai, Nadja Benaissa, Karamba Diaby, Micaela Schäfer, Martin Semmelrogge, Klaas Heufer-Umlauf und Karl Lauterbach im Browser Ballett auf.

## Browser Ballett – Satire in Serie
In Form einer Sitcom wird der Arbeitsalltag zweier Late-Night-Hosts präsentiert, gespielt von Schlecky Silberstein und Luise von Finckh. Die Zuschauer folgen einer Fernsehredaktion hinter die Kulissen des Showbusiness. Gastauftritte von Prominenten sind ein Bestandteil der Sendung. Hinzu kommen satirische Einspieler, wie sie bereits aus der Online-Show bekannt sind. Die Erstausstrahlung in der ARD war am 30. Oktober 2021 und bereits zuvor am 28. Oktober bei ONE sowie in der ARD Mediathek.

## Spiele
Neben Videoinhalten liegt ein weiterer Fokus des Formats auf satirischen Browserspielen. Zum Bundestagswahlkampf 2017 präsentierte das Browser Ballett das Prügelspiel Bundesfighter 2 Turbo, in dem der Spieler in der Manier des Klassikers Street Fighter II Turbo die Spitzenkandidaten der größten Parteien steuern und gegeneinander antreten lassen kann. Das Spiel sorgte nach Veröffentlichung aufgrund einer rechtlichen Auseinandersetzung bezüglich eines Hakenkreuzes im Spiel für eine Neubewertung von Computerspielen im Zusammenhang mit der Kunstfreiheit.
In der Corona-Pandemie wurde zudem das Jump-’n’-Run-Spiel Corona World veröffentlicht, in dem man in die Rolle einer Krankenschwester schlüpft und sich auf dem Weg zum Supermarkt vor infizierten Personen und Gegenständen in Acht nehmen muss. Nach dem Versuch von Demonstranten, am 29. August 2020 in das Reichstagsgebäude zu gelangen, wurde das Videospiel Reichstag-Defender veröffentlicht.

## AfD-Skandal
Im September 2018 sorgte die Browser Ballett-Produktion Volksfest in Sachsen für eine öffentliche und scharf geführte Auseinandersetzung mit der Partei Alternative für Deutschland. Nachdem die AfD versucht hatte, gegen die Veröffentlichung des Videos vorzugehen, und das Produktionsunternehmen Steinberger Silberstein GmbH massiv unter Druck gesetzt hatte, kam es zu einem medialen Konflikt.

## Kritik
Wegen des Satirebeitrags „Corona rettet die Welt“ geriet das Browser Ballett in sozialen Netzwerken in die Kritik. Der Presserat erhielt rund 400 Beschwerden, in denen der Beitrag unter anderem als menschenverachtend bezeichnet wurde. Weil der Presserat für den öffentlich-rechtlichen Rundfunk nicht zuständig ist, äußerte sich der RBB als beauftragender Sender: „Eine grundsätzliche Debatte über Kunst- oder Meinungsfreiheit führen wir nicht. […] Die Kunst ist frei, das ist bei Dieter Nuhr so, das ist auch beim ‚Bohemian Browser Ballett‘ so.“

## Preise
Grimme-Preis
- 2019: Preisträger „Bohemian Browser Ballett“ in der Kategorie „Kinder & Jugend“[25]

Deutscher Fernsehpreis
- 2021: Nominierung „Browser Ballett“ in der Kategorie „Bestes Buch Unterhaltung“